# Johnston City (Illinois)
Johnston City ist eine Stadt im Williamson County des US-Bundesstaates Illinois. Im Jahr 2020 hat die Stadt 3.414 Einwohner. Die nächste Größere Stadt in der Nähe ist Herrin 6 Kilometer westlich der Stadt.

## Geschichte
Johnston City wurde im Jahr 1884 gegründet als Haltestation der Chicago, Paducah and Memphis Railroad, welche heute zur Chicago and Eastern Illinois Railroad gehört.
Im 20. Jahrhundert war Johnston City ein Zentrum für den Kohlebergbau.
Im Jahr 1904 wurde die Johnston City Bank eröffnet und wurde unter anderem von Albert C. Stiritz geleitet. Am 24. Februar 1905 wurde Johnston City das Stadtrecht erteilt.

## Verkehr
Die Interstate 57 hat bei Kilometer 94,8 eine Ausfahrt in Johnston City.